# Faustino Gazulla Galve
Faustino Gazulla Galve (Muniesa,  1879-Barcelona, 24 de marzo de 1938) fue un religioso e historiador español, miembro de la orden de la Merced y conocido por sus obras sobre la historia de dicha orden en la Corona de Aragón. 
Ingresó en el convento de Nuestra Señora del Olivar (Estercuel), donde  tomó los hábitos de la Orden de la Merced y se hizo religioso. En 1916 se licenció en Filosofía y Letras por la Universidad de Barcelona. Dentro de su orden llegó a ser provincial de Aragón y cronista general de la orden de la Merced. Como tal, fue autor de diversas obras sobre la Orden, particularmente sobre su historia en Aragón y Cataluña. Esto le llevó a participar en Congresos de Historia de la Corona de Aragón y a ser reconocido como académico de número de la Academia de Buenas Letras de Barcelona y académico correspondiente de la Real Academia de la Historia.
El estallido de la guerra civil española lo sorprendió en Barcelona. Perseguido por la FAI debido su cargo de superior en la orden, estuvo escondido en varias casas de Sants con identidad falsa hasta que murió el 24 de marzo de 1938 debido a las heridas sufridas durante el bombardeo de la aviación franquista a la estación de Francia el 5 de marzo de 1938.

## Obras
- Los Reyes de Aragón y la Purísima Concepción de María Santísima, 1905
- Jaime I de Aragón y la Orden de la Merced, 1908
- Vida de Santa María de Cervelló, 1909
- Historia de la Falsa Bula a nombre del Papa Gregorio XI, inventada por el dominico Fr. Nicolás Aymerich contra las doctrinas Lulianas, 1910
- ¿La Orden de la Merced se fundó en 1218?, 1913
- La Patrona de Barcelona y su Santuario, 1918
- Jaime I de Aragón y los Estados Musulmanes, 1919
- Refutación de un libro titulado San Raimundo de Peñafort, Fundador de la Orden de la Merced, 1920
- Las Compañías de Zenetes en el reino de Aragón (1284- 1291), 1927
- La Redención de Cautivos entre los Musulmanes, 1929
- La Orden de Nuestra Señora de la Merced (estudios histórico-críticos), 1934